# 5097 Axford
5097 Axford è un asteroide della fascia principale del diametro medio di circa 13,02 km. Scoperto nel 1983, presenta un'orbita caratterizzata da un semiasse maggiore pari a 2,5964708 UA e da un'eccentricità di 0,2279749, inclinata di 3,89063° rispetto all'eclittica.